# Hjalmar Rydén
Hans Algot Hjalmar Rydén, född 29 augusti 1910 i Fröderyd, Jönköpings län, död 23 september 1997 i Visby, Björke, Gotlands län, var en svensk ingenjör, målare och skulptör.
Han var son till folkskolläraren Ture Rydén och Ada Peterson och från 1955 gift med Ingrid Viola Nordin. Rydén var självlärd som konstnär och företog ett antal studieresor till Danmark och Norge. Han medverkade sedan 1946 upprepade gånger i Gotlands konstförenings Sommarsalonger. Hans bildkonst består av landskapsskildringar, stiliserade figurmotiv och rytmiska kompositioner i olja, akvarell eller pastell. Som skulptör arbetade han med mindre skulpturer i gips, mässing eller järnplåt.